# Автоматичний пістолет Ландстада
Автоматичний револьвер Ландстада — револьвер, запатентований у Норвегії в 1899 році. Його барабан має тільки дві камери — верхню і нижню. Подовжньо ковзаючий затвор досилає патрон з коробчатого магазина в рукоятці в нижню камеру, при натисканні на спуск барабан повертається на 180° і відбувається постріл з верхньої камери. Затвор під дією імпульсу віддачі рухається назад, викидає гільзу з верхньої камери и заряджає нижню. Таким чином, на відміну від інших систем, у цій зброї автоматично виконувався повний цикл заряджання, включаючи екстракцію гільзи. Револьвер Ландстада випробовувався, але на озброєння і в виробництво не потрапив.